# Glenrothes
Glenrothes är en stad i kommunen Fife, Skottland. Glenrothes är administrativ huvudort i kommunen och har en folkmängd på 39 100 invånare (2012), vilket gör den till kommunens tredje folkrikaste stad.
Staden är ung, den planlades under sent 1940-tal för att ge bostäder åt gruvarbetare som skulle arbeta i en ny kolgruva i området. Gruvan fick dock ingen framgång och istället utvecklades Glenrothes som ett viktigt industriellt centrum i Skottlands "Silicon Glen" ("glen" är skotska för "dal") mellan 1961 och 2000, då flera elektronik- och högteknologiska företag etablerade sig i staden.
En busstation för lokala och regionala bussar finns i centrala Glenrothes, men staden saknar central järnvägsstation. Istället finns två stationer i utkanten av staden, Glenrothes with Thornton, söderut längs Fife Circle Line, och öster om staden Markinch, längs stambanan Edinburgh-Aberdeen. Väster om Glenrothes ligger flygfältet Fife Airport som används av sportflygare och fallskärmshoppare.